# 北三家子街道
北三家子街道，是中华人民共和国辽宁省沈阳市康平县下辖的一个乡镇级行政单位。

## 行政区划
北三家子街道下辖以下地区：
北三家子社区、前山东屯村、后山东屯村、金家坨子村、三门张家村、三门郭家村、辽阳窝堡村、苇塘村、兴隆洼村和王平房村。